# Randonnée en France

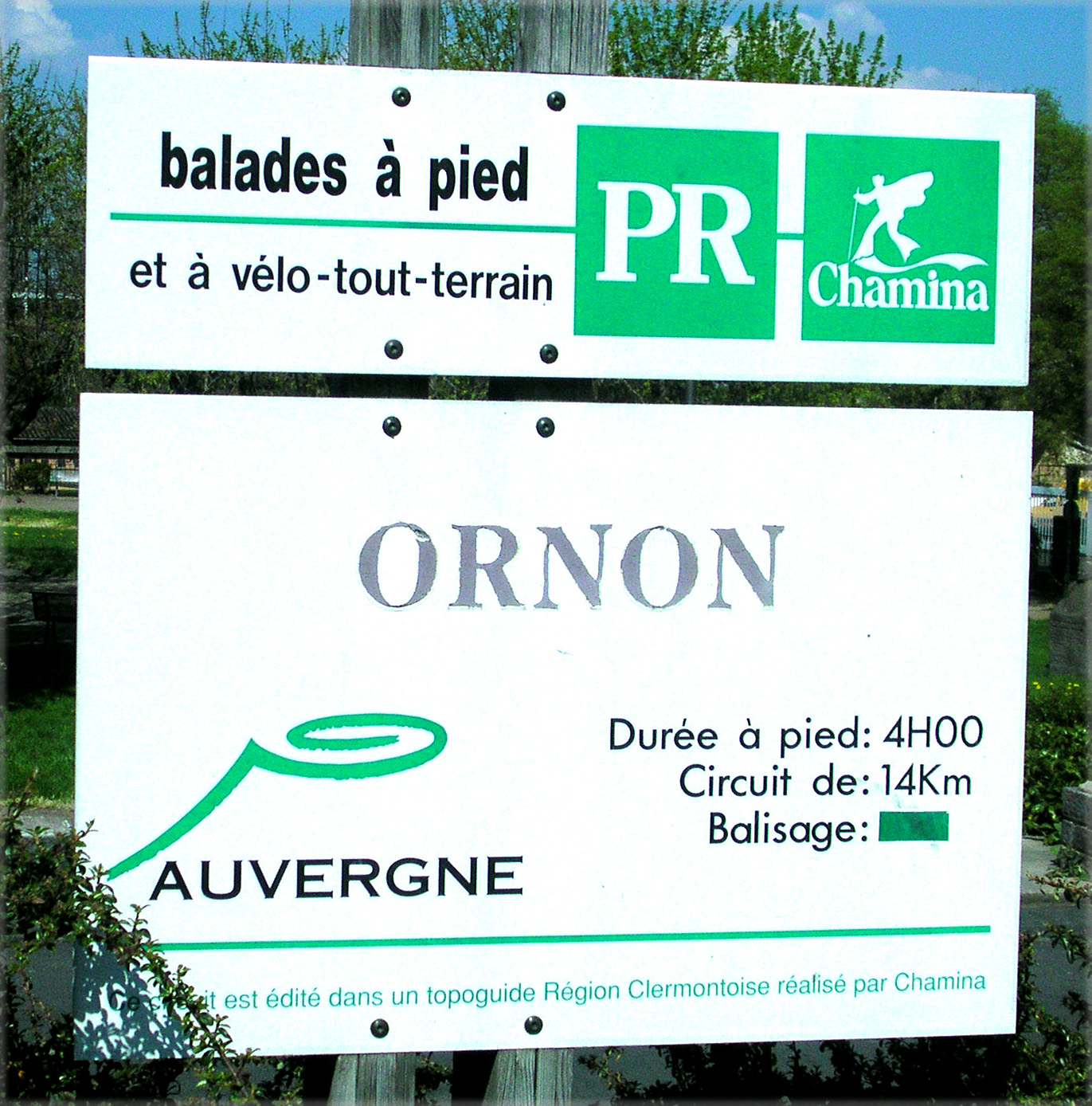
Départ d'un PR à Lezoux en Auvergne.

La randonnée pédestre est un moyen de découvrir la France : le pays compte plus de 180 000 kilomètres de sentiers balisés.

## Catégories des chemins
La FFRandonnée (Fédération française de la randonnée pédestre) a créé plusieurs catégories de chemins :
- Les GR (Grande Randonnée) sont des chemins balisés de rouge et de blanc ; ils traversent sur de longues distances des parcs régionaux, des régions, voire la France entière[2] ;
- Les GRP ou GRdP (Grande Randonnée de Pays) sont des chemins balisés de rouge et de jaune ; ils forment des boucles parfois sur plusieurs jours de marche ;
- Les PR (Promenades &  Randonnées) sont des chemins balisés avec différentes couleurs ; les PR balisés par la FFRP sont balisés en jaune ; ce sont généralement des sentiers d'une durée de quelques heures à un jour de marche ;
- Les E (Sentier européen de grande randonnée), balisés en vert, sont des GR qui relient des pays européens. Ils ont été créés par la Fédération européenne de la randonnée pédestre.

D'autres associations, collectivités, organismes ont balisé des chemins avec leur propre code.

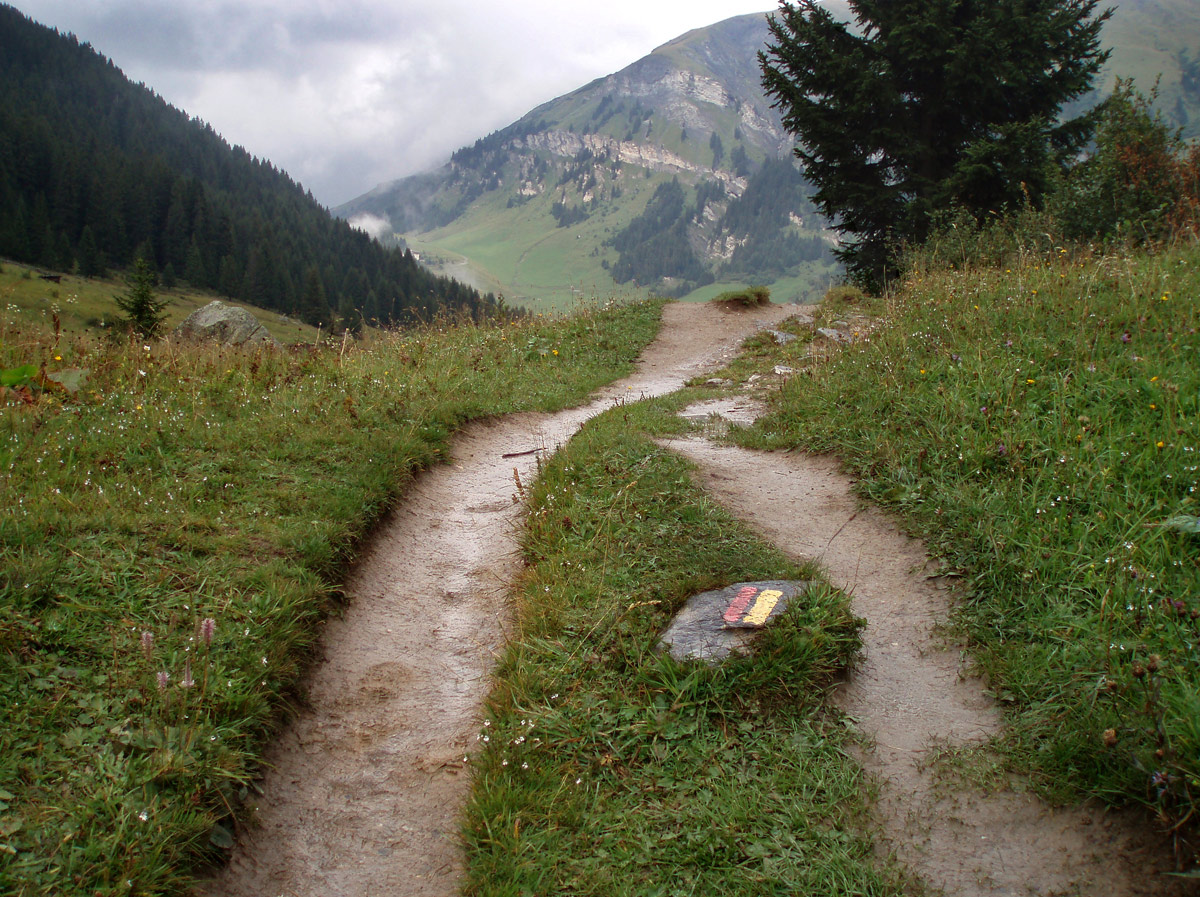
Un sentier de randonnée avec son balisage GRP.

## Quelques randonnées célèbres
- Les chemins de Saint-Jacques-de-Compostelle.
- Le GR 20 qui traverse la Corse du nord au sud (réputé être le plus dur).
- Le GR 10 qui traverse les Pyrénées de Saint-Jean-de-Luz à Banyuls-sur-Mer.
- Le Chemin des Bonshommes (GR 107) qui traverse les Pyrénées de Foix à Berga.
- Le Tour du Mont-Blanc.
- La voie Regordane (GR 700), chemin antique puis médiéval.